# Ковальская Слобода (станция метро)
«Кова́льская Слобода́» (бел. Кавальская Слабада) — станция Зеленолужской линии Минского метрополитена, расположенная между станциями «Вокзальная» и «Аэродромная». Находится на пересечении улиц Жуковского и Воронянского. Станция была открыта для пассажиров 7 ноября 2020 года.

## Строительство
8 сентября 2016 года конструкции тупиков были полностью выполнены, начались работы по сооружению платформы
На март 2017 года станция была готова на 95 %.
На май 2019 года станция метро была готова на 98 % — строители заканчивали отделочные работы, начали укладывать гранит на платформе и на входах.
Открытие станции метро было запланировано на 9 сентября 2020 года, но в итоге перенесено на ноябрь. 6 ноября станция была торжественно открыта с участием Александра Лукашенко. 7 ноября станция метро была открыта для пассажиров.

## Конструкция
«Ковальская Слобода» — станция сводчатого типа. Предусмотрены новые системы безопасности, лифты и пешеходная галерея для людей с ограниченными возможностями. По краям платформы установлены прозрачные автоматические платформенные ворота для предотвращения падения пассажиров на пути, оборудованные световой индикацией.
Станция метро названа так в память о кузнецах, которые когда-то жили в этом районе. На потолке расположены кованые декоративные конструкции, которые напоминают белорусскую вытинанку. Скульпторы — Павел Войницкий и Мария Тарлецкая. Стены украшены графическими сюжетами (автор графических панно: Марина Жвирбля). Картины нанесены на противоударное стекло.

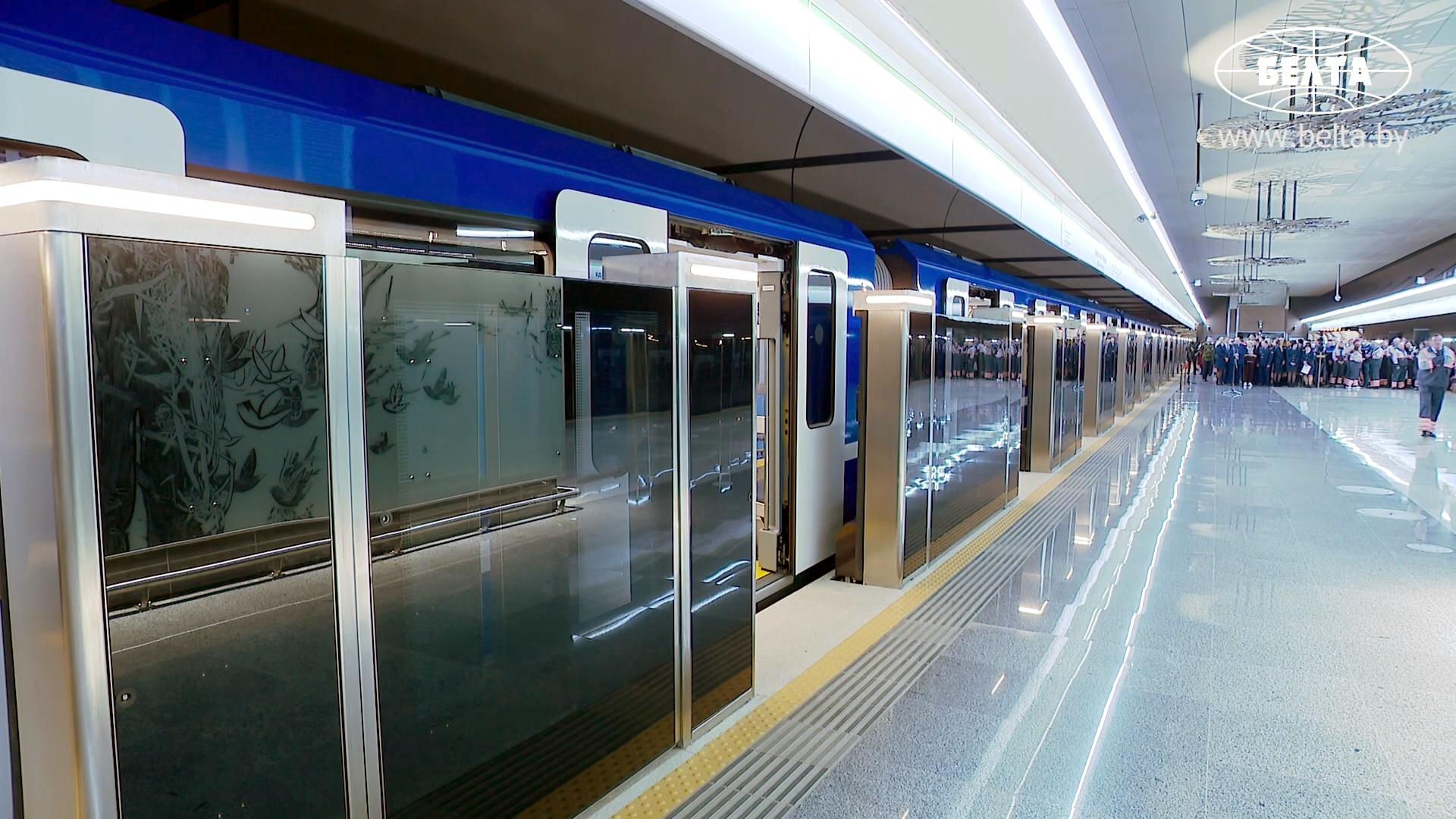
Поезд Stadler M110/M111 на станции

Наземные вестибюли станции
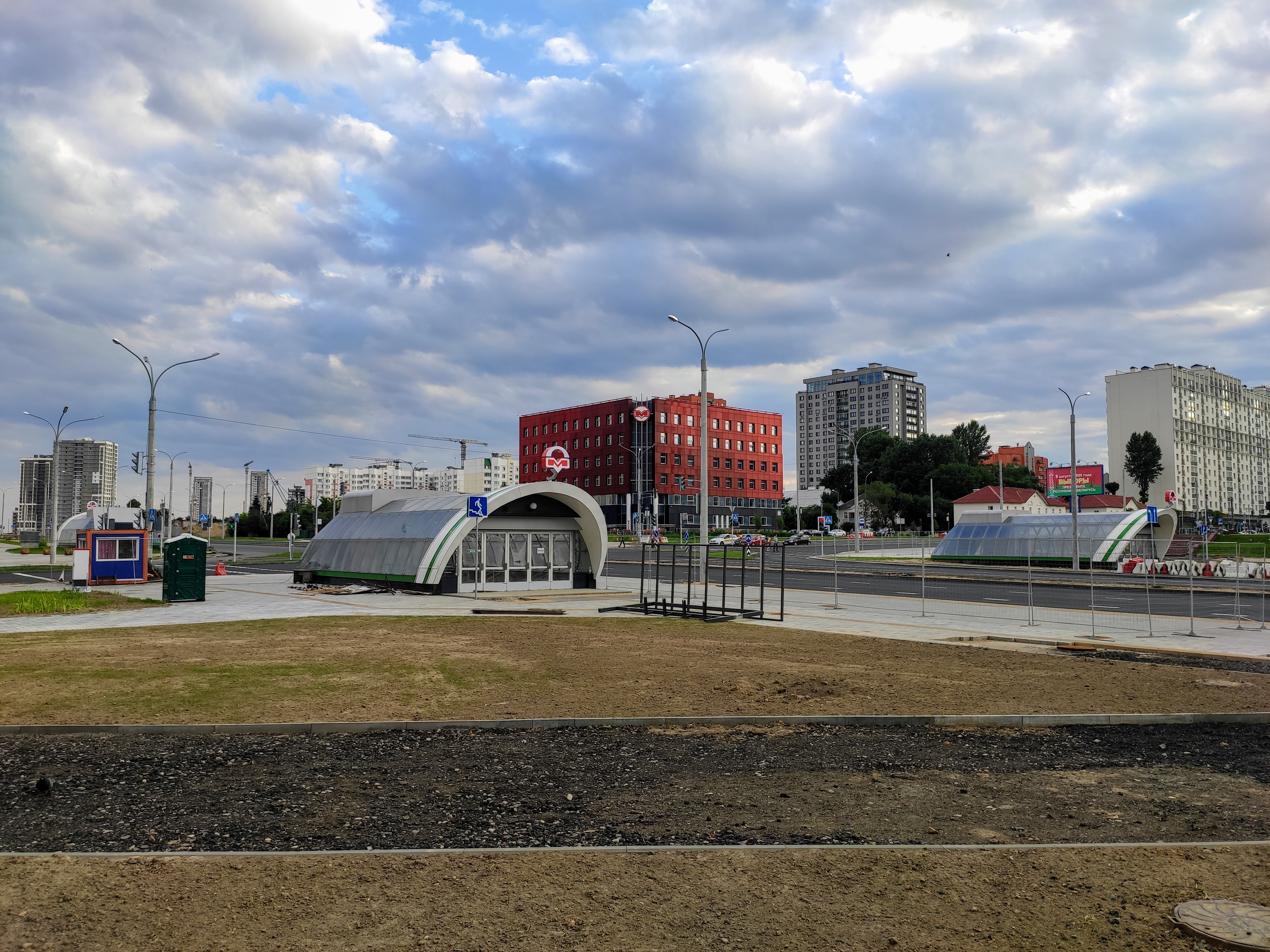
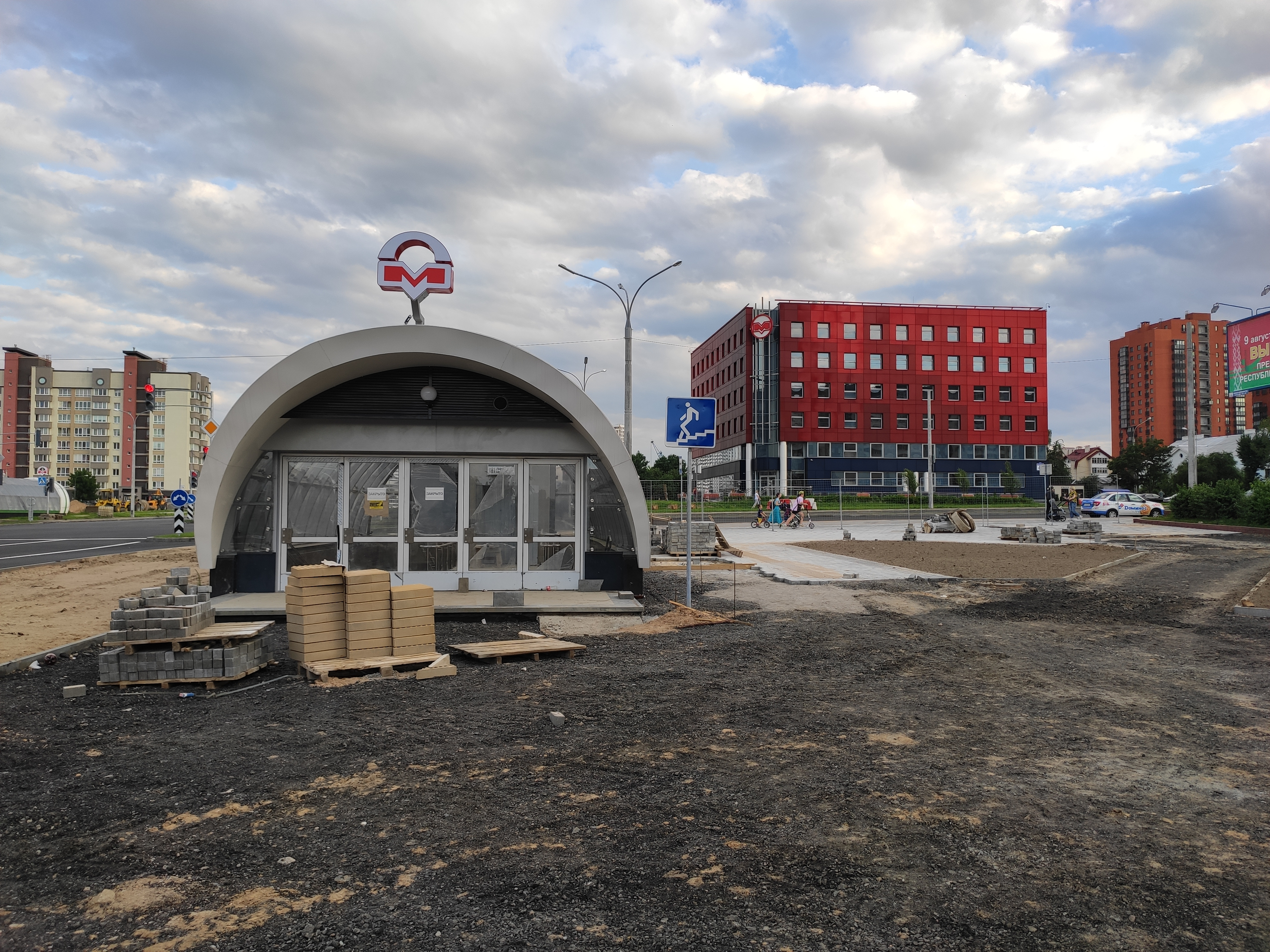
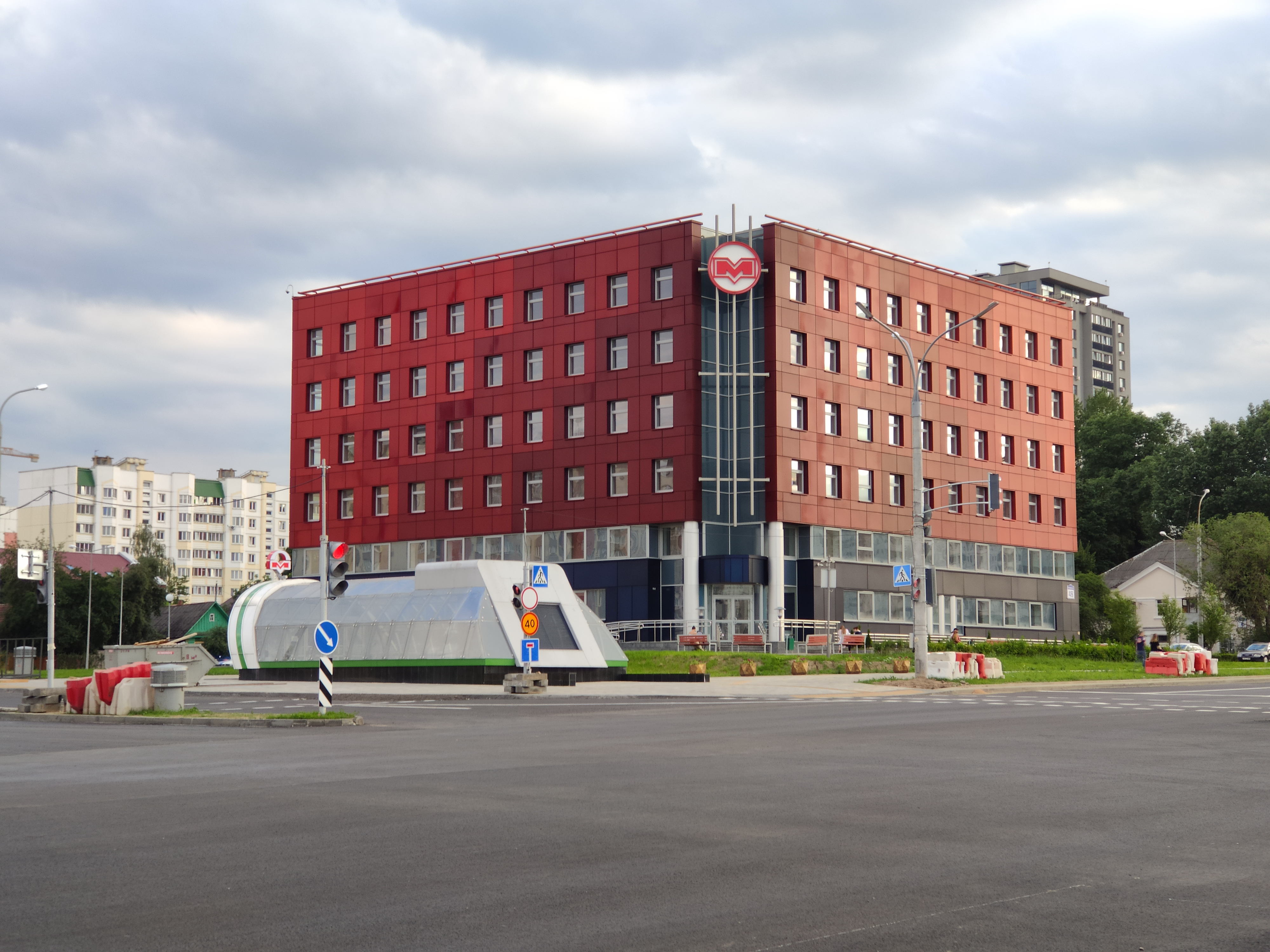

## Путевое развитие
За станцией в сторону «Аэродромной» расположен шестистрелочный оборотный тупик. С момента открытия станции и до 30 декабря 2024 года он использовался для оборота составов в период, когда станция была конечной на линии.